# Raphael Chukwu
Raphael Ndukwe Chukwu (Aba, 22 luglio 1975) è un ex calciatore nigeriano, di ruolo attaccante.

## Carriera

### Club
Giunse in Italia nel 1999, acquistato dal Bari, che notò le sue 46 reti in 3 anni nel Mamelodi Sundowns.
Ebbe problemi di salute che ne compromisero l'adattamento, così, restando comunque sotto contratto coi Galletti, fu rimandato alla squadra sudafricana dalla quale era stato acquistato. Qui, giocò la stagione 2000-2001 con 12 reti in 30 partite disputate.
Questo gli valse una nuova chiamata da parte del Bari, appena retrocesso in Serie B. Nella partita casalinga contro l'Ancona il 9 dicembre 2001 segnò una delle due uniche reti con la maglia dei biancorossi: un gol decisivo in quanto l'incontro si concluse per 2-1 in favore del Bari (Chukwu segnò il secondo gol della sua squadra, al 44'). La punta si ripeté l'anno successivo in Coppa Italia contro l'Udinese, siglando con un pregevole colpo di testa la rete del definitivo 4-1.
Nel gennaio 2003 fu ceduto in prestito con diritto di riscatto al Çaykur Rizespor, squadra della Süper Lig (massima serie turca), passando una stagione con 11 presenze e 4 reti. A fine anno tornò alla società pugliese. Le due società ebbero problemi che portarono all'intervento della FIFA, che inizialmente sospese per un periodo indefinito il calciatore, il quale nel frattempo si era svincolato per tornare nel Mamelodi Sundowns. Dopo vari ricorsi, furono chiarite le inadempienze contrattuali del Çaykur Rizespor e Chukwu poté firmare con il Mamelodi Sundowns.
Nella stagione 2004-2005 giocò 4 partite nella squadra sudafricana, e a fine anno il suo contratto non fu rinnovato.

### Nazionale
Vanta 10 presenze nella Nazionale nigeriana e 3 reti all'attivo, di cui una segnata in occasione della finale di Coppa d'Africa contro il Camerun.

## Statistiche

### Cronologia presenze e reti in nazionale
| Cronologia completa delle presenze e delle reti in nazionale ― Nigeria | Cronologia completa delle presenze e delle reti in nazionale ― Nigeria | Cronologia completa delle presenze e delle reti in nazionale ― Nigeria | Cronologia completa delle presenze e delle reti in nazionale ― Nigeria | Cronologia completa delle presenze e delle reti in nazionale ― Nigeria | Cronologia completa delle presenze e delle reti in nazionale ― Nigeria | Cronologia completa delle presenze e delle reti in nazionale ― Nigeria | Cronologia completa delle presenze e delle reti in nazionale ― Nigeria |
| Data                                                                   | Città                                                                  | In casa                                                                | Risultato                                                              | Ospiti                                                                 | Competizione                                                           | Reti                                                                   | Note                                                                   |
| ---------------------------------------------------------------------- | ---------------------------------------------------------------------- | ---------------------------------------------------------------------- | ---------------------------------------------------------------------- | ---------------------------------------------------------------------- | ---------------------------------------------------------------------- | ---------------------------------------------------------------------- | ---------------------------------------------------------------------- |
| 11-6-1995                                                              | Foxborough                                                             | Stati Uniti                                                            | 3 – 2                                                                  | Nigeria                                                                | U.S. Cup 1995                                                          | -                                                                      | 55’                                                                    |
| 17-6-1995                                                              | Piscataway                                                             | Colombia                                                               | 1 – 0                                                                  | Nigeria                                                                | U.S. Cup 1995                                                          | -                                                                      | 90’                                                                    |
| 24-6-1995                                                              | Dallas                                                                 | Messico                                                                | 2 – 1                                                                  | Nigeria                                                                | U.S. Cup 1995                                                          | -                                                                      | 46’                                                                    |
| 11-12-1996                                                             | Casablanca                                                             | Rep. Ceca                                                              | 2 – 1                                                                  | Nigeria                                                                | Trofeo di calcio Hassan II 1996 - Semifinale                           | -                                                                      | Ammonizione                                                            |
| 12-12-1996                                                             | Casablanca                                                             | Marocco                                                                | 2 – 0                                                                  | Nigeria                                                                | Trofeo di calcio Hassan II 1996 - Finale 3º posto                      | -                                                                      |                                                                        |
| 10-2-2000                                                              | Lagos                                                                  | Nigeria                                                                | 2 – 0                                                                  | Sudafrica                                                              | Coppa d'Africa 2000 - Semifinale                                       | -                                                                      | 68’                                                                    |
| 13-2-2000                                                              | Lagos                                                                  | Nigeria                                                                | 2 – 2 dts (3 - 4 dtr)                                                  | Camerun                                                                | Coppa d'Africa 2000 - Finale                                           | 1                                                                      | 46’                                                                    |
| 13-9-2001                                                              | Daejeon                                                                | Corea del Sud                                                          | 2 – 2                                                                  | Nigeria                                                                | Amichevole                                                             | 2                                                                      |                                                                        |
| 16-9-2001                                                              | Busan                                                                  | Corea del Sud                                                          | 2 – 1                                                                  | Nigeria                                                                | Amichevole                                                             | -                                                                      |                                                                        |
| Totale                                                                 |                                                                        | Presenze                                                               | 9                                                                      |                                                                        | Reti                                                                   | 3                                                                      |                                                                        |